# Gessler
Gessler es una localidad argentina ubicada al norte del departamento San Jerónimo de la provincia de Santa Fe. Se encuentra sobre la ruta provincial 6 a 15 km al sur de San Carlos Centro, a 70 km de Santa Fe (Argentina) y a 150 km de Rosario (Argentina). Dentro de su área de influencia se encontraba el desaparecido distrito de Oroño.

## Historia
Entre sus primeros habitantes se destacaron inmigrantes piamonteses. Fue fundado en 1872 por el suizo, nacido en Basilea, Rodolfo Gessler cuya empresa inmobiliaria, en sociedad con Mauricio Franck, adquirió los primeros terrenos de la zona. 
La población nació a la vera de la línea ferroviaria que unía Empalme San Carlos con Gálvez, inaugurada en 1887. Su traza es en damero, con edificaciones de estilo europeo y una importante forestación. Cuenta con 2 escuelas, una institución deportiva (Club Deportivo Gessler) y una iglesia católica bajo la advocación de Santa Ana. La cruz de 2 metros de alto ubicada en lo alto de la misma, fue la primera iluminada con luz eléctrica de la provincia.

## Población
Según el último censo, cuenta con 1153 habitantes (Indec, 2022), lo que representa una suba frente a los 1000 habitantes (Indec, 2010) del censo anterior.
| Gráfica de evolución demográfica de Gessler entre 1991 y 2022 |
|                                                               |
| Fuente: Censos nacionales del INDEC                           |

## Parroquias de la Iglesia católica en Gessler
| Arquidiócesis | Santa Fe de la Vera Cruz |
| ------------- | ------------------------ |
| Parroquia     | Santa Ana                |

## Historia
A partir de su fundación el pueblo contó con juez de paz y, desde 1890, una comisión de fomento presidida por Francisco Ceratto. Gessler tuvo hasta mediados del siglo XX, un servicio ferroviario que perteneció al ferrocarril Gral Belgrano. Oriundo de Gessler es el pintor Wilfredo Tántera, quien falleció en su pueblo natal el 25 de junio de 2001 a los 61 años de edad. Algunas de sus obras se exponen en el museo local.

## Geografía
Se encuentra cerca del arroyo Colastiné, un curso de agua que desemboca en el río Coronda.